# 木村荘八
木村 荘八（きむら しょうはち、1893年〈明治26年〉8月21日 - 1958年〈昭和33年〉11月18日）は、日本の洋画家、随筆家、版画家。

## 生涯

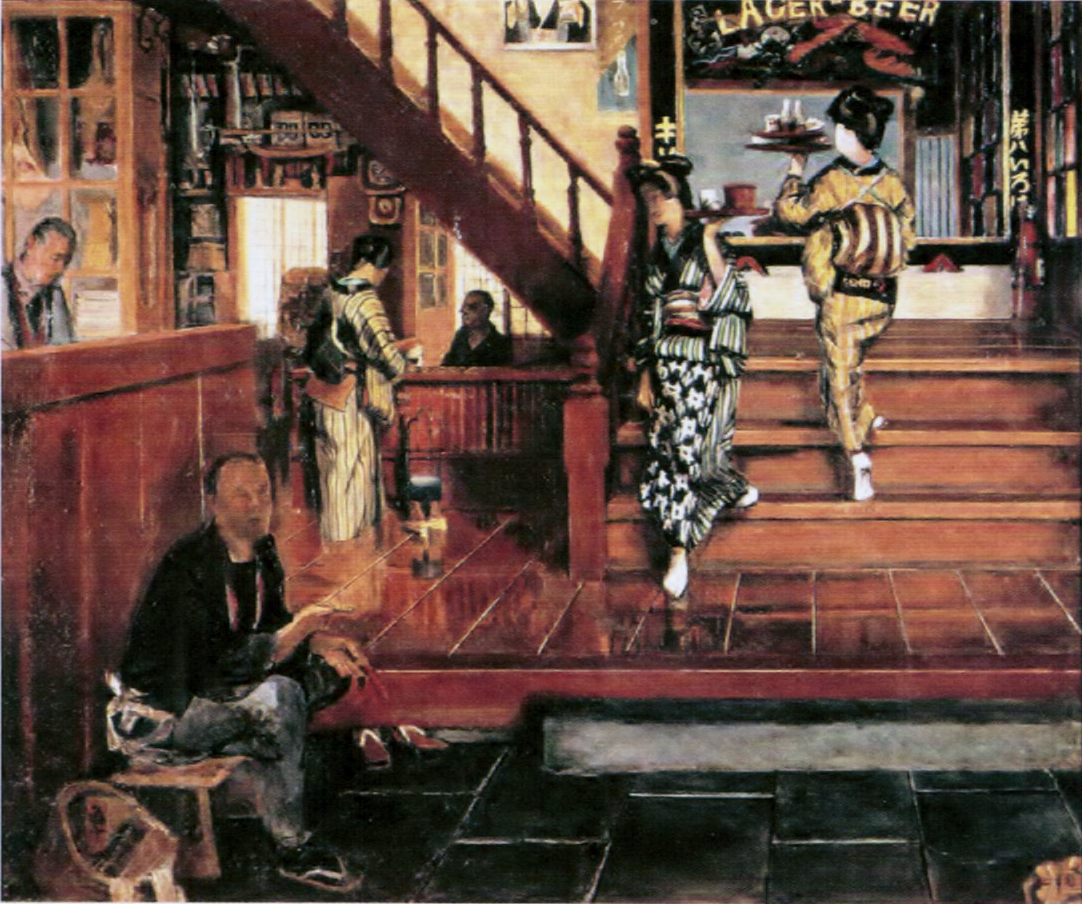
牛肉店帳場
木村の生家を基に描かれた。奥の帳場に座っているのは木村自身である。

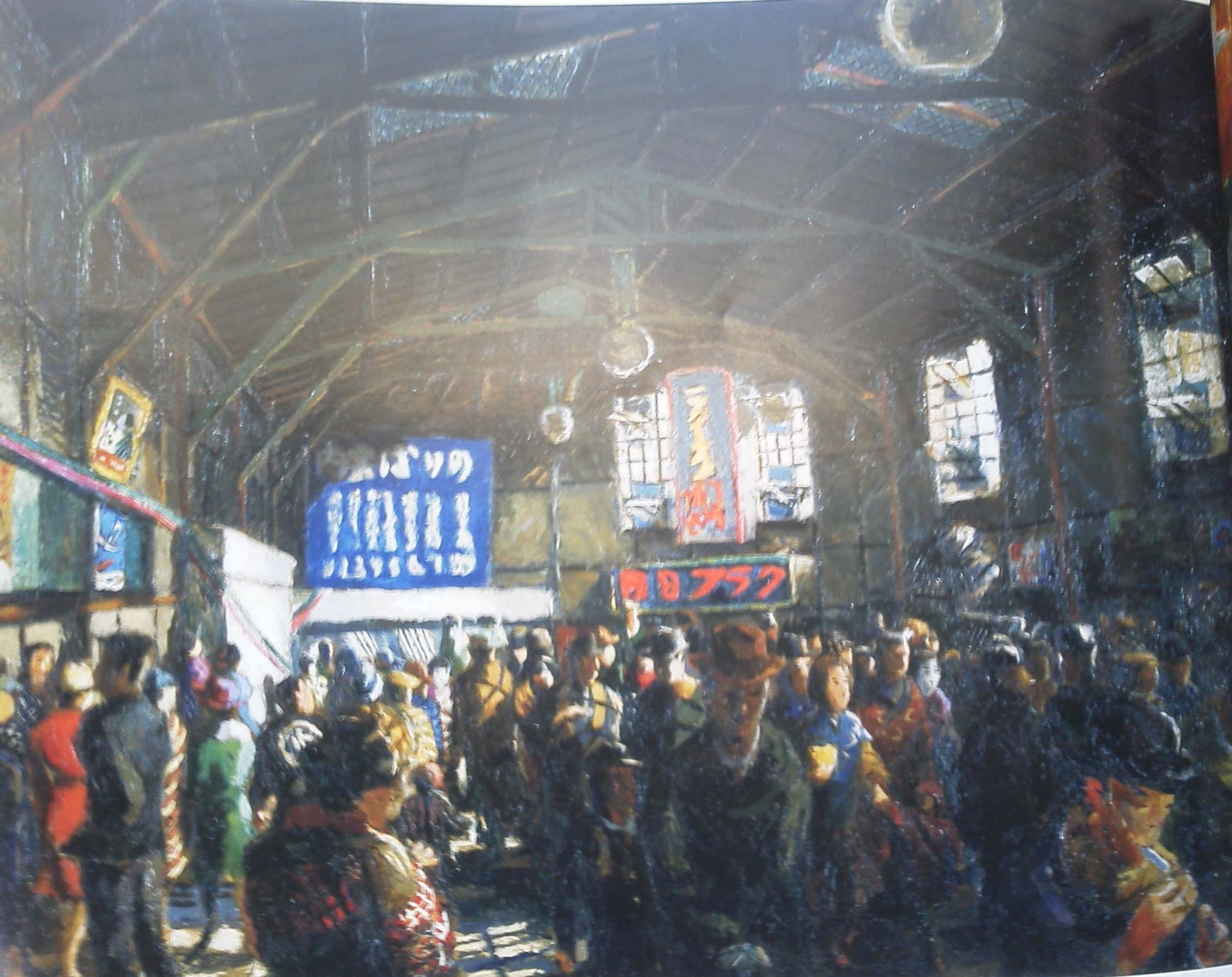
新宿駅

牛鍋チェーン店のいろは牛肉店を創立経営した木村荘平の妾腹の八男として、東京市日本橋区吉川町両国広小路（現在の東京都中央区東日本橋）のいろは第8支店に生まれる。父の死後、浅草のいろは第10支店と京橋のいろは第3支店に移り、帳場を担当しながら兄・荘太の影響により文学や洋書に興味を持ち、小説の執筆などをして過ごす。著書『東京の風俗』所収の自伝的文章「私のこと」によると、旧制京華中学校4年生の頃から学校へはほとんど行かず、芝居見物と放蕩に熱中したという。1910年に同校を卒業した。
旧制中学卒業後の翌1911年、長兄の許可を得て白馬会葵橋洋画研究所に入学し画家を目差すこととなる。翌1912年、岸田劉生と知り合い親交を深め、斎藤與里の呼びかけで岸田らとともにヒュウザン会の結成に参加した。1913年にいろは牛肉店から独立し、美術に関する著作・翻訳を行う傍ら洋画を描き注目された。1915年、劉生たちと共に草土社を結成、1922年まで毎回出品する。二科展や院展洋画部にも出品を重ね、1918年に院展出品作『二本潅木』で高山樗牛賞を受賞した。
1922年、春陽会創設に客員として参加し 1924年に同正会員となりそこで作品の発表を続けた。1928年に油絵「パンの会」を発表する。1936年からは春陽会の事務所を引き継ぎ、会の運営に携わった。
1924年以降は挿絵の仕事が増し、1937年には永井荷風の代表作『濹東綺譚』（朝日新聞連載）に挿絵を担当し、大衆から人気を博した。他に描いた挿絵は大佛次郎の時代小説で、幕末・明治初期の横浜新開地を舞台にした『霧笛』『幻灯』『花火の街』『その人』に加え、『激流 渋沢栄一の若き日』『鞍馬天狗敗れず』や、式場隆三郎『二笑亭綺譚』がある。
新派の喜多村緑郎を囲み、里見弴、大佛次郎、久保田万太郎等と集まりを持っていた。また1945年頃、加藤版画研究所（加藤潤二が1934年に創立、現・加藤版画）から新版画といわれる木版画「猫の銭湯」などを発表している。 
晩年となった戦後は、文明開化期からの東京の風俗考証に関する著作（『東京の風俗』『現代風俗帖』など）を多数出版、数度再刊された。多忙のため病気（脳腫瘍）の発見が遅れ、短期で悪化し1958年11月18日に東大病院において病没した。墓所は杉並区長延寺。歿後刊行の『東京繁昌記』で、日本芸術院恩賜賞 （1959年）を受賞した。

## 家族
（木村荘平#家族・親族を参照）
異母姉・木村曙や同母兄・木村荘太、異母弟・木村荘十はいずれも作家となった。
異母弟・木村荘十二は映画監督である。
妻はます子（東洋高等女学校出身）。

## 受賞
- 院展樗牛賞(第5回)〔大正7年〕
- 第七回毎日演劇賞美術賞〔昭和30年〕「新橋演舞場上演の浜松風恋歌装置」
- 日本芸術院賞恩賜賞〔昭和33年〕「東京繁昌記」

## 作品
- 「パンの会」（油絵） 1928年
- 「牛肉店帳場」（油絵） 1932年
- 「新宿駅」（油絵） 1935年
- 「猫の銭湯」（木版画） 1945年頃

## 著書
- 『未来派及立体派の芸術』（天弦堂） 1915年
- 『近世美術』（洛陽堂） 1915年
- 『少年芸術史ニール河の艸』（洛陽堂） 1919年
- 『宗教改革期之画家デューラー』（洛陽堂） 1920年
- 『日本を見る』（日本評論社出版部） 1921年
- 『生活と美術』（洛陽堂） 1921年
- 『近代絵画』（洛陽堂） 1922年
- 『文芸復興期の先覚レオナルド』（日進堂） 1923年
- 『猫』（新しき村出版部） 1924年
- 『清談』（新しき村出版部） 1924年
- 『芸苑往来』（中央美術社） 1926年
- 『広重』（アルス、アルス美術叢書第25編） 1927年
- 『風俗帖』（双雅房） 1943年
- 『近代插絵考』（双雅房） 1943年
- 『随筆美術帖』（双雅房） 1944年
- 『東京の風俗』（毎日新聞社） 1949年。冨山房百科文庫 1978年（前田愛解説）
- 『南縁随筆』（河出書房、旧河出文庫） 1951年
- 『現代風俗帖』正・続（東峰書房） 1952年 - 1953年
- 『東京今昔帖』（東峰書房） 1953年
- 『花の生涯 画譜』（龍星閣） 1954年
- 『随筆女性三代』（河出書房、河出新書） 1956年
- 『東京繁昌記』（演劇出版社） 1958年。国書刊行会（復刻） 1987年。岩波文庫（新編、尾崎秀樹解説） 1993年
- 『絵のある手紙』（中央公論美術出版） 1970年
- 『東京風俗帖』（青蛙房） 1975年。ちくま学芸文庫（新編） 2003年
- 「木村荘八全集」 全8巻（講談社） 1982年 - 1983年
1)『美術』
2・3)『挿絵』
4・5・6)『風俗』
7)『自伝的随筆』
8)『書簡・日記』
- 『木村荘八日記 校註と研究 明治篇』（中央公論美術出版） 2003年

## 翻訳ほか
- 『ロダンの芸術観』（ポール・グセル編、洛陽堂） 1914年
- 『芸術の革命』（フランク・ラター、洛陽堂） 1914年
- 『ヴァン・ゴォホの手紙』（洛陽堂） 1915年、のちアトリエ社 1927年、復刻版 ゆまに書房 2008年
- 『ミケルアンジェロ』（ローマン・ローラン、洛陽堂） 1915年
- 『ボティチェリ』 （編著、洛陽堂、絵画叢書） 1916年
  - 続編としてエル・グレコ、レオナルド、ヂオット、ギリシア等が刊行されている
- 『デユーラーの手記』（洛陽堂、絵画叢書） 1919年
- 『ミケルアンジエロ及ミレー』（ロマン・ローラン、新生堂） 1925年

## 伝記・図録
- 『木村荘八 人と芸術』（倉田三郎、造形社） 1979年
- 『生誕90年記念　木村荘八展』（東京新聞社） 1982年
- 『生誕100年 木村荘八展 大正モダンと回想的風俗』（練馬区美術館編） 1993年
- 『生誕120年 木村荘八展』（東京新聞社） 2013年